# Chika Kuroda

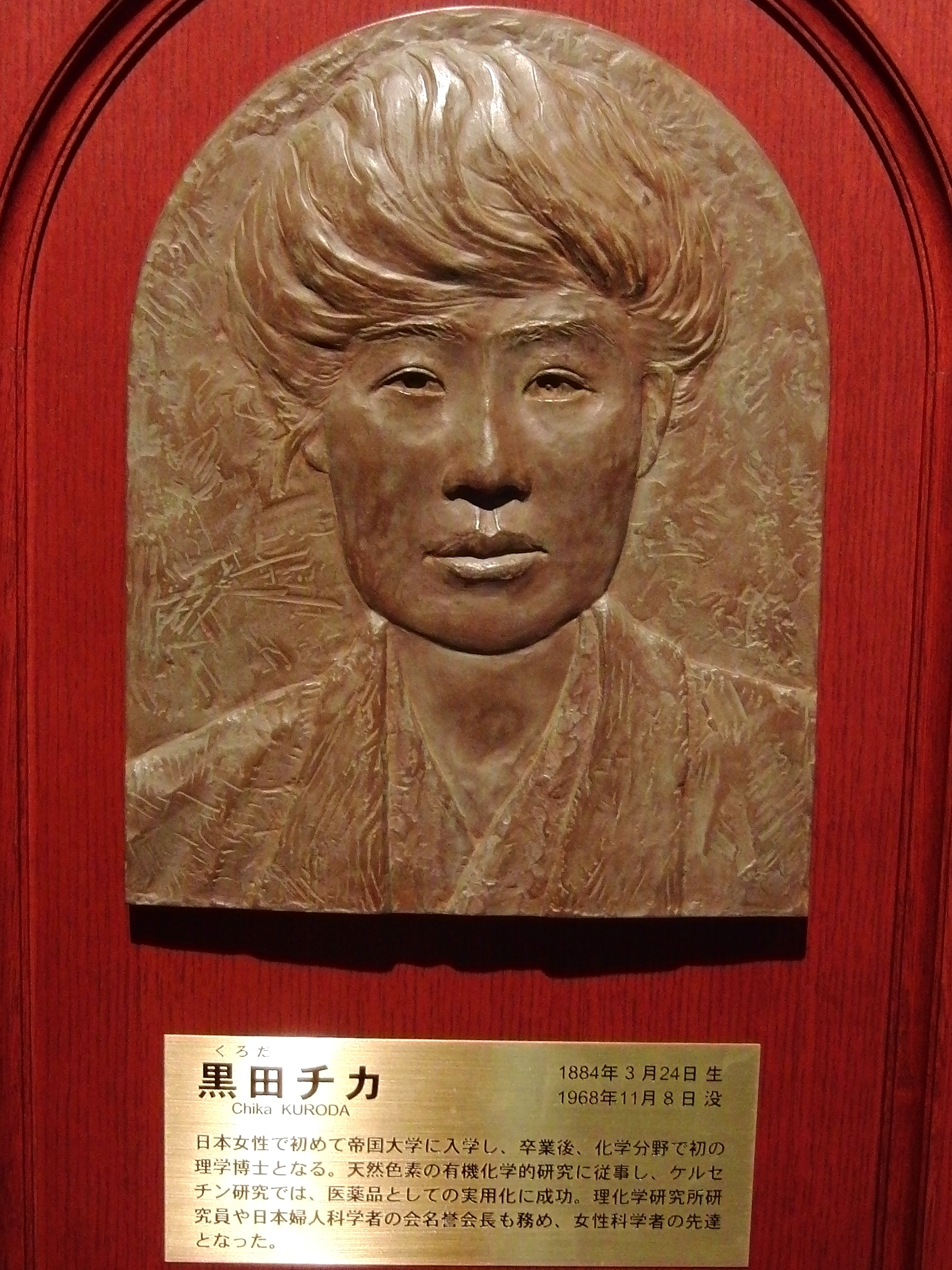
Gravure de Chika Kuroda au musée national de la nature et des sciences de Tokyo

Pour les articles homonymes, voir Kuroda.
Chika Kuroda (黒田 チカ, Kuroda Chika, 24 mars 1884 – 8 novembre 1968) est une chimiste japonaise qui a travaillé sur les pigments naturels. Elle est la première femme diplômée du baccalauréat ès sciences qu'elle obtient, en 1916, à l'université du Tōhoku.

## Biographie
Chika Kuroda est née en 1884 dans la préfecture de Saga. Elle a étudié au département des femmes de l'École normale de Saga (actuellement université de Saga) où elle obtient son diplôme en 1901. L'année suivante, elle enseigne à l'école élémentaire. En 1902, elle reprend ses études à l'École normale féminine de sciences Rika d'où elle sort diplômée en 1906. Elle a ensuite enseigné à l'École normale Fukui pendant un an avant de s'inscrire en 1907 à l'École normale pour femmes de Tokyo (actuellement l'université féminine d'Ochanomizu). En 1909, elle obtient son diplôme dans cette même université et commence à y enseigner en tant que professeur adjoint. En 1913, elle intègre l'université du Tōhoku, la première université impériale qui accepte les femmes. Elle entre au département de chimie du collège des sciences et elle y rencontre Riko Majima qui devient son mentor et qui a suscité l'intérêt de Kuroda pour la chimie organique, en particulier pour les pigments naturels.
En 1916, elle commence à étudier les pigments du grémil pourpre bleu sous la direction de Riko Majima. La même année, à l'université du Tōhoku, elle est la première femme diplômée du baccalauréat ès sciences. En 1918, elle devient professeure à l'École normale pour femmes de Tokyo. La même année, elle est la première femme à faire une présentation de ses travaux à la Société chimique du Japon. Elle a partagé ses recherches sur les pigments du grémil erythrorhizon. En 1921, elle continue ses recherches sur les dérivés d'acide phtalique auprès de William Henry Perkin de l'université d'Oxford. En 1923, elle retourne au Japon et reprend son poste à l'École normale pour femmes de Tokyo. En 1924, elle effectue des recherches à l'Institut RIKEN sur la structure de la carthamine, le pigment issu du Carthame des teinturiers. En 1929, elle achève sa thèse sur le sujet, intitulée The Constitution of Carthamin et devient la seconde femme japonaise à recevoir ce diplôme après Kono Yasui.
Dans les années 1930 et 1940, Kuroda a continué ses recherches sur les pigments naturels, notamment ceux issus de la comméline commune, de la peau d'aubergine, du soja noir, des feuilles du pérille de Nankin et des épines d'oursins. Elle a également étudié les dérivés de la naphtoquinone. Elle a été nommée professeure à l'université féminine d'Ochanomizu en 1949 et a étudié la même année les pigments de l'oignon. Les cristaux de quercétine qu'elle a extraits de la peau de l'oignon ont servi à créer la Kerutin C, un médicament antihypertenseur,. Elle est partie en retraite en 1952 mais a continué de donner des conférences à l'université féminine d'Ochanomizu en tant que professeure émérite. Elle a développé une maladie cardiaque en 1967 et est décédée le 8 novembre 1968 à Fukuoka à l'âge de 84 ans.

## Récompenses et honneurs
- 1936 : Prix Majima de la Société chimique du Japon
- 1959 : Médaille au ruban pourpre
- 1965 : Membre de l'ordre de la Couronne précieuse en 1965